# Libyastus dubosti
Libyastus dubosti är en loppart som beskrevs av Beaucournu 1967. Libyastus dubosti ingår i släktet Libyastus och familjen fågelloppor. Inga underarter finns listade i Catalogue of Life.